# Vládní obvod Detmold
Vládní obvod Detmold (německy Regierungsbezirk Detmold) je jeden z pěti vládních obvodů spolkové země Severní Porýní-Vestfálsko v Německu. Nachází se zde jeden městský okres a šest zemských okresů. Hlavním městem je Detmold. V roce 2015 zde žilo 1 041 158 obyvatel.

## Městský okres
- Bielefeld

## Zemské okresy
1. Gütersloh
2. Herford
3. Höxter
4. Lippe
5. Minden-Lübbecke
6. Paderborn